# Kings of Damnation 98-04
Kings of Damnation 98-04 è una compilation del gruppo musicale heavy metal statunitense Black Label Society, pubblicato nel 2004 dalla Spitfire Records e in seguito dalla Armoury Records.

## Edizioni
È stata resa disponibile anche un'edizione limitata con un disco bonus.

## Tracce
1. Losing Your Mind – 5:28
2. Horse Called War – 5:01
3. Between Heaven and Hell – 3:22
4. Sold My Soul – 4:53
5. Bored to Tears – 4:28
6. Bleed for Me – 5:30
7. T.A.Z. – 1:55
8. Counterfeit God – 4:18
9. Stronger Than Death – 4:53
10. Speedball – 0:58
11. Demise of Sanity – 3:23
12. We Live No More – 3:59
13. Stillborn – 3:15
14. The Blessed Hellride – 4:32
15. Crazy or High – 3:34
16. House of Doom – 3:45
17. Takillya – 0:40
18. Doomsday Inc. – 4:24
19. SDMF – 3:32

## CD bonus
1. No More Tears
2. Whiter Shade Of Pale
3. Heart Of Gold
4. Snowblind
5. The Wizard
6. In My Time of Dyin'
7. Come Together

- Counterfeit God (Video)
- Stillborn (Video)
- Bleed for Me (Video)